# Szmida Kálmán
Szmida Kálmán (Koloman Smida) (Nyitra, 1864. szeptember 25. – Nyitra, 1939. június 7.) esperes, prépost, tanfelügyelő, a nyitrai magyarság vezéralakja.

## Élete
Szmida Mátyás ügyvéd, 1864-ben helyettes polgármester és mezőkeszi Palásthy Ludovika fia. Testvére volt Szmida Lajos (1853-1935) számvizsgáló és Pál Károly (1855), illetve valószínűleg Szmida Viktor (1851-1938) lelkész is.
A Nyitrai Piarista Gimnáziumban tanult, majd Esztergomban végezte a teológiát, majd 1887-ben szentelték pappá Nyitrán. 1887-1890 között Vágbesztercén, 1891-1899 között Nyitra-Alsóvárosban volt káplán. 1899-től Kiszucaújhelyen lett plébános, majd 1901-től tanfelügyelő is lett. 1904-ben gyűjtést szervezett a város tűzvész-károsultjainak. 1909-től esperes és a fegyelmi bizottság tagja. 1910-től Nyitra-Alsóváros plébánosa és körzeti esperes. 1913-tól Keresztelő Szent Jánosról nevezett szabolcsi prépost. 1913-ban ő temette Uzovich Blundell Ludovika úrnőt. 1915-től szentszéki tanácsos, majd a plébánosok tanácsának tagja.
Az államfordulat idején Nyitrán szolgált és Csehszlovákia ellen foglalt állást. Részt vett a város új keresztényszocialista többségű tanácsában, mely végül Tisot bízta meg a cseh megszálló csapatokkal való tárgyalásra. A bevonulás után a túszok közé került.
Az államfordulatig a Felvidéki Magyar Közművelődési Egyesület nyitravármegyei választmányának jegyzője. Az Oltáregylet és a Nyitrai Katolikus Kör elnöke. 1910-től a Nyitra városi képviselőtestület és a tanács állandó tagja. 1932-ben a Szlovenszkói Magyar Kultúregyesület nyitrai előadás-sorozatának egyik előadója. Kezdeményezésére 1935-ben Nyitrán, a Szent Mihály-kápolnában, ahol megkeresztelték Prohászka Ottokárt, bronz domborművet avattak a nagy hatású püspök emlékére. A kápolna teljes felújítása is nevéhez fűződik. 1935-ben felszentelte a nyitraegerszegi kultúrházat. 1937-ben tartotta aranymiséjét. 1939. április 11-én Nyitrán többekkel együtt letartóztatták, és 9 hétre Illavára internálták, de Karol Kmeťko nyitrai püspök közbenjárására Jozef Tiso miniszterelnök szabadlábra helyeztette.
Az Egyesült Magyar Párt nyitra körzeti díszelnöke volt.